# Péret
Péret – miejscowość i gmina we Francji, w regionie Oksytania, w departamencie Hérault.
Według danych na rok 1990 gminę zamieszkiwało 521 osób, a gęstość zaludnienia wynosiła 47 osób/km² (wśród 1545 gmin Langwedocji-Roussillon Péret plasuje się na 506. miejscu pod względem liczby ludności, natomiast pod względem powierzchni na miejscu 695.).